# Guapira ferruginea
Guapira ferruginea är en underblomsväxtart som först beskrevs av Johann Friedrich Klotzsch och Jacques Denys Denis Choisy, och fick sitt nu gällande namn av Cyrus Longworth Lundell. Guapira ferruginea ingår i släktet Guapira och familjen underblomsväxter. Inga underarter finns listade i Catalogue of Life.